# Erika Rucker
Erika Rucker (ur. 29 września 1993) – amerykańska lekkoatletka specjalizująca się w biegach sprinterskich. 
Podczas mistrzostw świata juniorów w 2012 zdobyła brązowy medal w biegu na 400 metrów oraz złoty w sztafecie 4 x 400 metrów. 
Rekordy życiowe: bieg na 400 metrów (hala) – 52,22 (24 lutego 2013, Fayetteville); bieg na 400 metrów – 51,10 (13 lipca 2012, Barcelona). 

## Osiągnięcia
| Rok  | Impreza                     | Miejsce   | Konkurencja             | Pozycja    | Wynik   |
| ---- | --------------------------- | --------- | ----------------------- | ---------- | ------- |
| 2012 | Mistrzostwa świata juniorów | Barcelona | bieg 400 metrów         | 3. miejsce | 51,10   |
| 2012 | Mistrzostwa świata juniorów | Barcelona | sztafeta 4 x 400 metrów | 1. miejsce | 3:30,01 |